# Bill Gaither
William James Gaither (Alexandria, 28 marzo 1936) è un cantante statunitense noto per il suo contributo alla musica southern gospel e alla musica cristiana contemporanea.
Insieme alla moglie Gloria, ha scritto centinaia di brani cristiani che hanno riscosso grande successo. È conosciuto per essere stato membro del Bill Gaither Trio e della Gaither Vocal Band. Negli anni '90, Gaither ha vissuto una rinnovata popolarità anche grazie alla serie di concerti e video della Gaither Homecoming, una raccolta di concerti e video che celebrano la tradizione del gospel attraverso le esibizioni di numerosi cantanti e musicisti.
Le sue canzoni sono state interpretate da numerosi artisti di fama internazionale, tra i quali Elvis Presley e gli Statler Brother. Gaither ha inoltre vinto sei Grammy Awards.
Egli ha anche scritto vari libri a tema religioso.

## Biografia
Cresciuto in un ambiente religioso, ha iniziato a interessarsi alla musica gospel sin da giovane, sviluppando una passione per la musica gospel.
Nel corso degli anni '50, Gaither ha iniziato la sua carriera musicale come membro del Bill Gaither Trio, un gruppo formato insieme alla sorella Mary Ann e al fratello Danny. Successivamente, il gruppo ha incluso anche sua moglie, Gloria, con la quale ha scritto alcune delle canzoni cristiane più popolari e durature. Tra i loro brani più celebri si possono citare He Touched Me (poi registrato da Elvis Presley), Because He Lives e The King Is Coming.

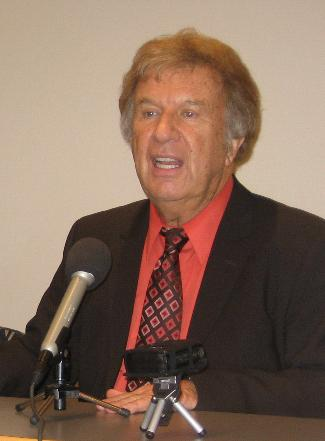
Gaither a Oslo nel 2008

Negli anni '80, Bill Gaither ha fondato la Gaither Vocal Band, un ensemble vocale specializzato in musica gospel che ha ottenuto grande successo sia negli Stati Uniti che all'estero. La band si è distinta per la combinazione di arrangiamenti tradizionali e contemporanei, contribuendo a rinnovare l’interesse per il genere gospel.
Negli anni '90, la carriera di Gaither ha conosciuto un’importante rinascita grazie alla serie Gaither Homecoming, una raccolta di concerti e video che celebrano la tradizione del gospel attraverso le esibizioni di numerosi artisti, tra cui figure leggendarie del genere. Questa serie ha riscosso enorme successo, non solo tra i fan del gospel, ma anche presso un pubblico più ampio.
Nel 2023 ha pubblicato un album di musica secolare insieme alla Gaither Vocal Band intitolato Love Songs, dimostrando la sua versatilità artistica anche al di fuori della musica sacra.

## Vita privata
Bill Gaither è sposato con Gloria, anch’essa cantante e compositrice. La coppia vive ad Alexandria, Indiana, ed ha tre figli.

## Discografia - parziale

### Con la "Gaither Vocal Band"
- 1981 – The New Gaither Vocal Band
- 1983 – Passin' The Faith Along
- 1984 – New Point of View
- 1986 – One X 1
- 1988 – Wings
- 1990 – A Few Good Men
- 1991 – Homecoming
- 1993 – Peace of the Rock
- 1993 – Southern Classics
- 1994 – Testify
- 1995 – Southern Classics: Volume II
- 1997 – Back Home in Indiana [LIVE]
- 1997 – Lovin' God & Lovin' Each Other
- 1998 – Still the Greatest Story Ever Told
- 1999 – God is Good
- 2000 – I Do Believe
- 2002 – Everything Good
- 2003 – A Cappella
- 2006 – Give It Away
- 2007 – Together [with Ernie Haase & Signature Sound]
- 2008 – Lovin’ Life
- 2008 – Christmas Gaither Vocal Band Style
- 2009 – Gaither Vocal Band Reunion (Vol. 1)
- 2009 – Gaither Vocal Band Reunion (Vol. 2)
- 2009 – Reunited
- 2010 – Better Day (Live)
- 2010 – Greatly Blessed
- 2011 – I Am a Promise
- 2012 – Pure and Simple
- 2014 – Hymns
- 2014 – The New Edition
- 2014 – Sometimes It Takes a Mountain
- 2015 – Happy Rhythm
- 2016 – Better Together
- 2017 – We Have This Moment
- 2019 – Good Things Take Time
- 2019 – Reunion (Live)
- 2020 – Reunited (Live)
- 2021 – That's Gospel, Brother
- 2021 – All Heaven and Nature Sing
- 2022 – Let's Just Praise the Lord

### Con il "Bill Gaither Trio"
- 1966 – Sincerely
- 1966 – When God Seems So Near (Bill, Danny & Mary Ann)
- 1967 – Happiness (Bill, Danny & Sherry Slattery)
- 1968 – I'm Free (Bill, Danny & Gloria)
- 1969 – He Touched Me (Heartwarming)
- 1969 – Sings Warm (Heartwarming)
- 1970 – At Home In Indiana
- 1971 – The King Is Coming
- 1972 – Live (2 LPs)
- 1972 – Christmas...Back Home In Indiana
- 1972 – My Faith Still Holds
- 1973 – Especially For Children Of All Ages
- 1973 – Let's Just Praise The Lord
- 1974 – Something Beautiful: An Evening With The Bill Gaither Trio (Live)
- 1974 – Because He Lives
- 1974 – Thanks For Sunshine
- 1975 – I Am A Promise
- 1975 – Jesus, We Just Want To Thank You
- 1976 – Praise
- 1977 – My Heart Can Sing – The Inspiring Songs of Stuart Hamblen
- 1977 – Moments For Forever (Live)
- 1978 – Pilgrim's Progress (Bill, Gloria & Gary)
- 1978 – I Am Loved (Bill, Gloria & Gary)
- 1979 – We Are Persuaded
- 1979 – He Touched Me
- 1981 – Bless The Lord Who Reigns In Beauty
- 1982 – He Started The Whole World Singing
- 1983 – Fully Alive
- 1984 – Ten New Songs With Kids...For Kids About Life
- 1985 – Then He Said Sing
- 1987 – Welcome Back Home
- 1990 – Hymn Classics (Bill, Gloria & Michael)

### Solista
- 2005 – Bill Gaither